# Botella de plástico

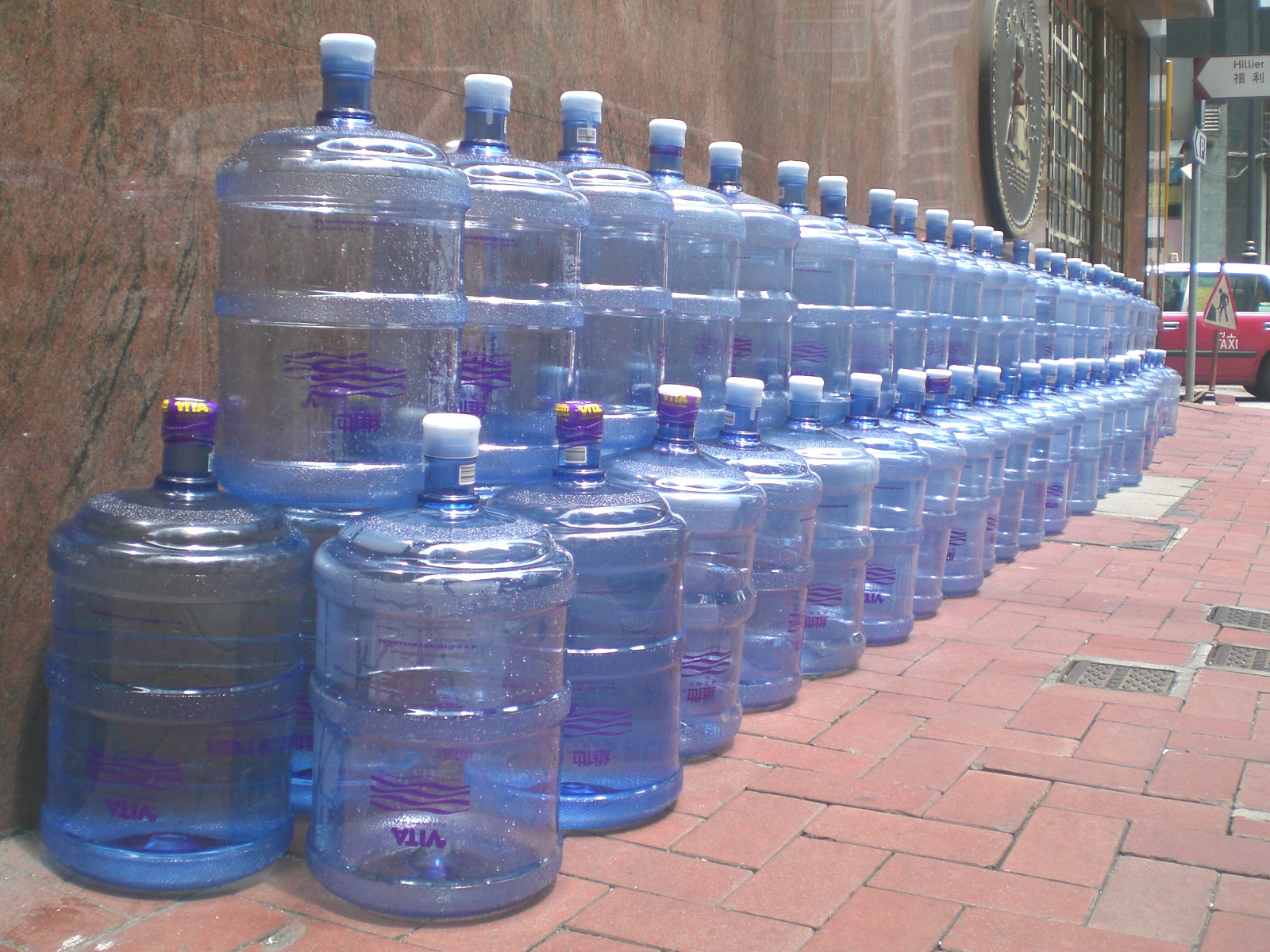
Botellas de plástico

La botella de plástico es un envase muy utilizado en la comercialización de líquidos en productos como lácteos, bebidas o limpia hogares. Sus ventajas respecto al vidrio son básicamente su menor precio y su gran versatilidad de formas. Se comenzaron a desarrollar en la década de 1950.
El plástico se moldea para que la botella adquiera la forma necesaria para la función a que se destina. Algunas incorporan asas laterales para facilitar el vertido del líquido. Otras mejoran su ergonomía estrechándose en su parte frontal o con rebajes laterales para poder agarrarlas con comodidad. Las botellas con anillos perimetrales o transversales mejoran su resistencia mecánica al apilamiento. Las estrechas y anchas mejoran su visibilidad en el lineal al contar con un facing de mayor superficie. 
El tapón de rosca, también de plástico, es el cierre más habitual de las botellas de plástico. Su diseño puede incrementar sus funcionalidades actuando como difusor en spray, dispensador de líquido, medida de dosificación o asidero, en este caso, por ejemplo, para garrafas pesadas.

## Materiales
Las botellas de plástico se fabrican en gran variedad de materiales, escogidos en función de su aplicación.

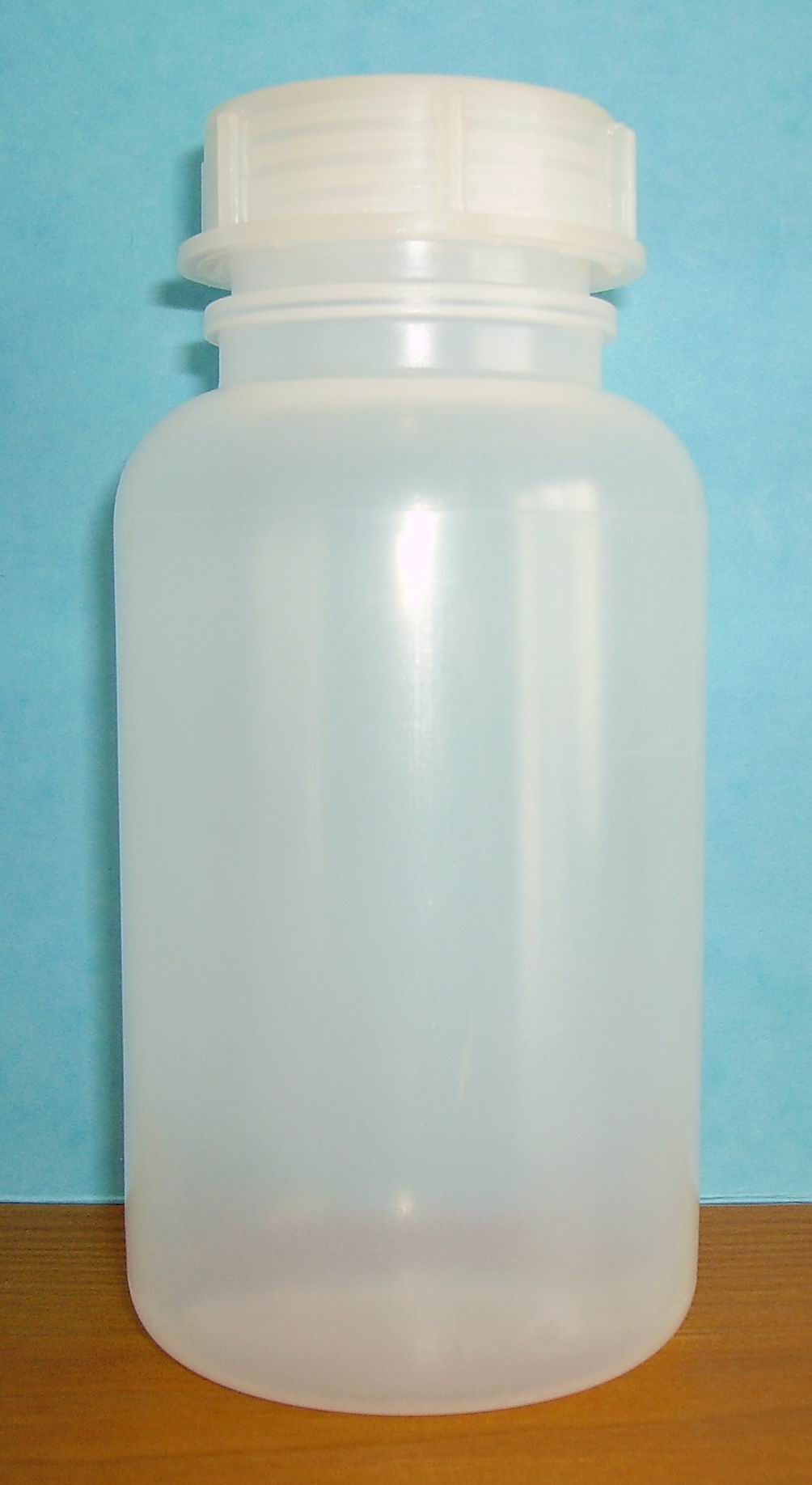
Botella de PEBD

- Polietileno de Alta Densidad. PEAD es la resina más extendida para la fabricación de botellas. Este material es económico, resistente a los impactos y proporciona una buena barrera contra la humedad. PEAD es compatible con una gran variedad de productos que incluyen ácidos y cáusticos aunque no con solventes. PEAD es naturalmente traslúcido y flexible. La adición de color puede convertirlo en opaco pero no en un material brillante. Si bien proporciona buena protección en temperaturas bajo el nivel de congelación, no puede ser utilizado para productos por encima de 71.1 °C o para productos que necesitan un sellado hermético.
- Polietileno de baja densidad. La composición del PEBD es similar al PEAD. Es menos rígido y, generalmente, menos resistente químicamente pero más traslúcido. También es significativamente más barato que el PEAD. PEBD se usa fundamentalmente, para bebidas.
- Politereftalato de etileno. El politereftalato de etileno (PET) se usa habitualmente para bebidas carbonatadas y botellas de agua. PET proporciona propiedades barrera muy buenas para el alcohol y aceites esenciales, habitualmente buena resistencia química –aunque acetonas y ketonas atacan el PET– y una gran resistencia a la degradación por impacto y resistencia a la tensión. El proceso de orientación sirve para mejorar las propiedades de barrera contra gases y humedad y resistencia al impacto. Este material no proporciona resistencia a aplicaciones de altas temperaturas —max. temp. 160 °F (71.1 °C).
- Policloruro de vinilo. PVC es naturalmente claro, tiene gran resistencia a los aceites y muy baja transmisión al oxígeno. Proporciona una barrera excelente a la mayoría de los gases y su resistencia al impacto por caída también es muy buena. Este material es resistente químicamente pero vulnerable a solventes. PVC es una elección excelente para el aceite de ensalada, aceite mineral y vinagre. También se usa habitualmente para champús y productos cosméticos. PVC exhibe poca resistencia a temperaturas altas y se degrada a 160 °F (71.1 °C) haciéndolo incompatible con productos calientes.Botella de plástico PVC

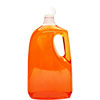
Botella de plástico PVC

- Polipropileno. El polipropileno (PP) se usa sobre todo para jarras y cierres y proporciona un embalaje rígido con excelente barrera a la humedad. Una de las mayores ventajas del polipropileno es su estabilidad a altas temperaturas, hasta 200 °F. El polipropileno ofrece potencial para esterilización con vapor. La compatibilidad del PP con altas temperaturas explica su uso para productos calientes tales como el sirope. PP tiene excelente resistencia química pero tiene escasa resistencia al impacto en temperaturas frías.
- Poliestireno. Ofrece excelente claridad y rigidez a un coste económico. Generalmente, se usa para productos secos como vitaminas, gelatina de petróleo o especias. El poliestireno no proporciona buenas propiedades barrera y muestra poca resistencia al impacto.
- Fluorine Treated FT
- Post Consumer Resin (PCR): La resina reciclada (PCR) es un tipo de plástico creado a partir de los residuos plásticos. Estos residuos antes de ser reciclados se convierten en un resina (gránulos). Este material se usa para fabricar bolsas de basura, tuberías de riego. Su uso tiene un gran impacto sobre el medio ambiente, ya que no se necesita extraer más combustibles fósiles.
- K-Resin SBC.
- Las botellas PET son las más eficientes en este sector.

## Métodos de fabricación

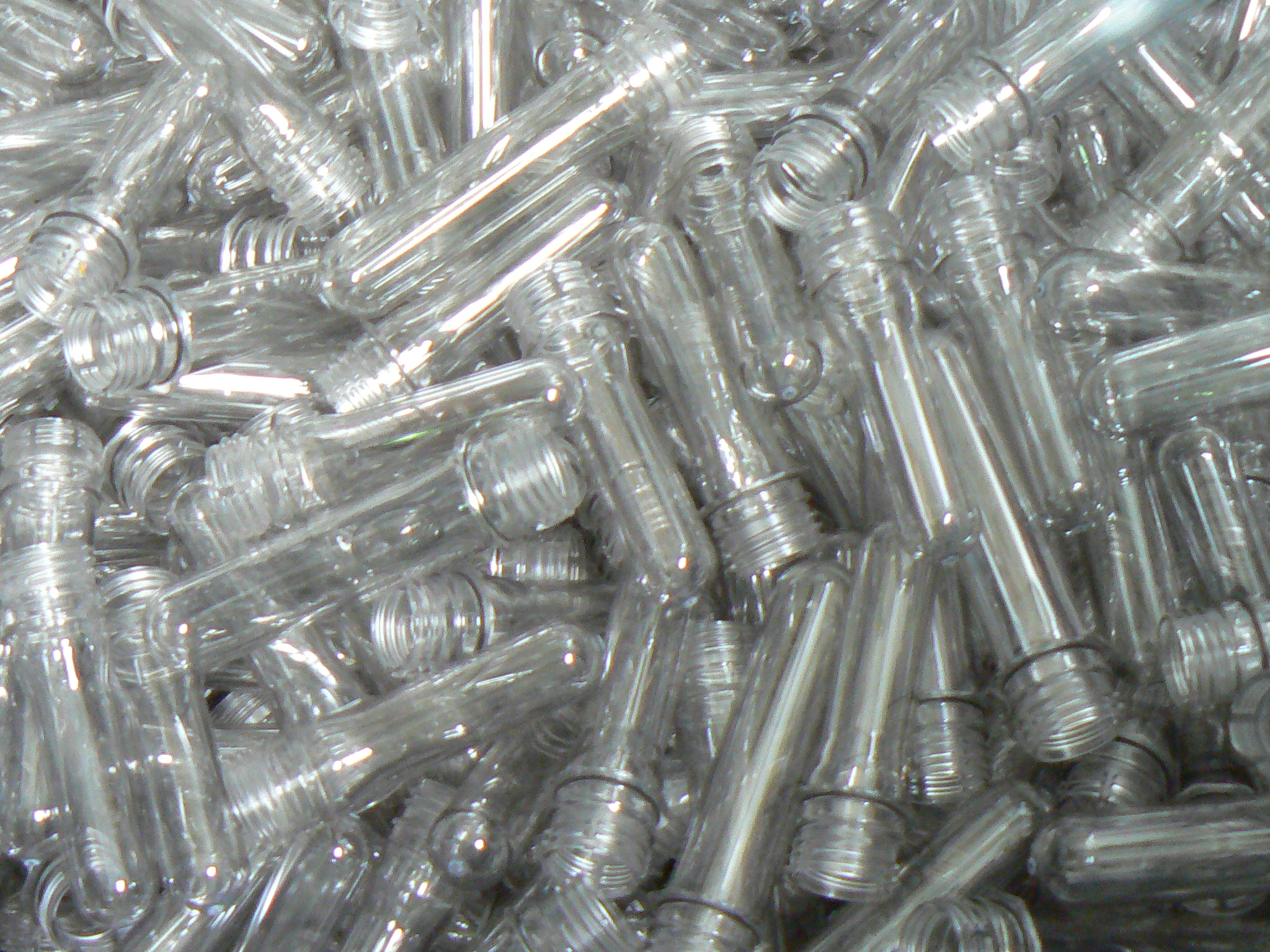
Preformas de botellas antes de ser procesadas

Las botellas de plástico, así como los botes y otros envases en general, se fabrican por tres métodos básicos:
- Inyección soplado. En primer lugar, se realiza la inyección del material en un molde como preforma. Posteriormente, se transfiere esta al molde final y se procede al soplado con aire comprimido. En el momento en que se enfría, se retira el envase extrayendo el molde.
- Inyección-soplado-estirado. El primer paso es el acondicionamiento de una preforma. Luego, se introduce en el molde y se pasa a la fase de soplado y estiramiento secuencial. Se espera a que se enfríe y se procede a la retirada del molde.
- Moldeo por extrusión-soplado. Proceso en el que se sopla una manga tubular extruida llamada párison, la cual se sella por la parte inferior al cerrar el molde, posteriormente se sopla y simultáneamente se enfría el plástico al pegar en las paredes del molde, posteriormente se desfoga el aire que se encuentra el interior de la pieza y se expulsa la misma al abrir el molde.

## Reciclaje

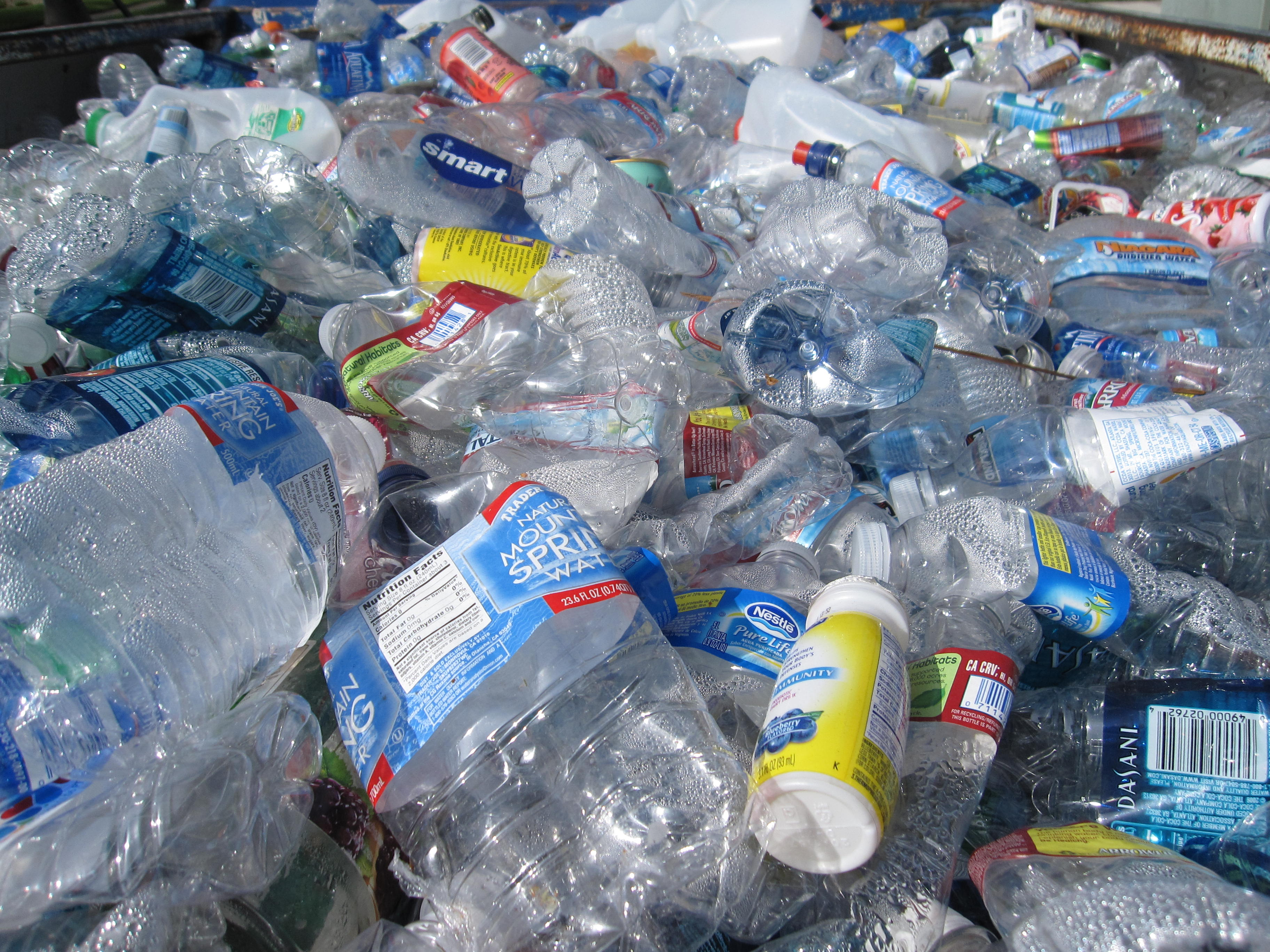
Segregación de botellas plásticas

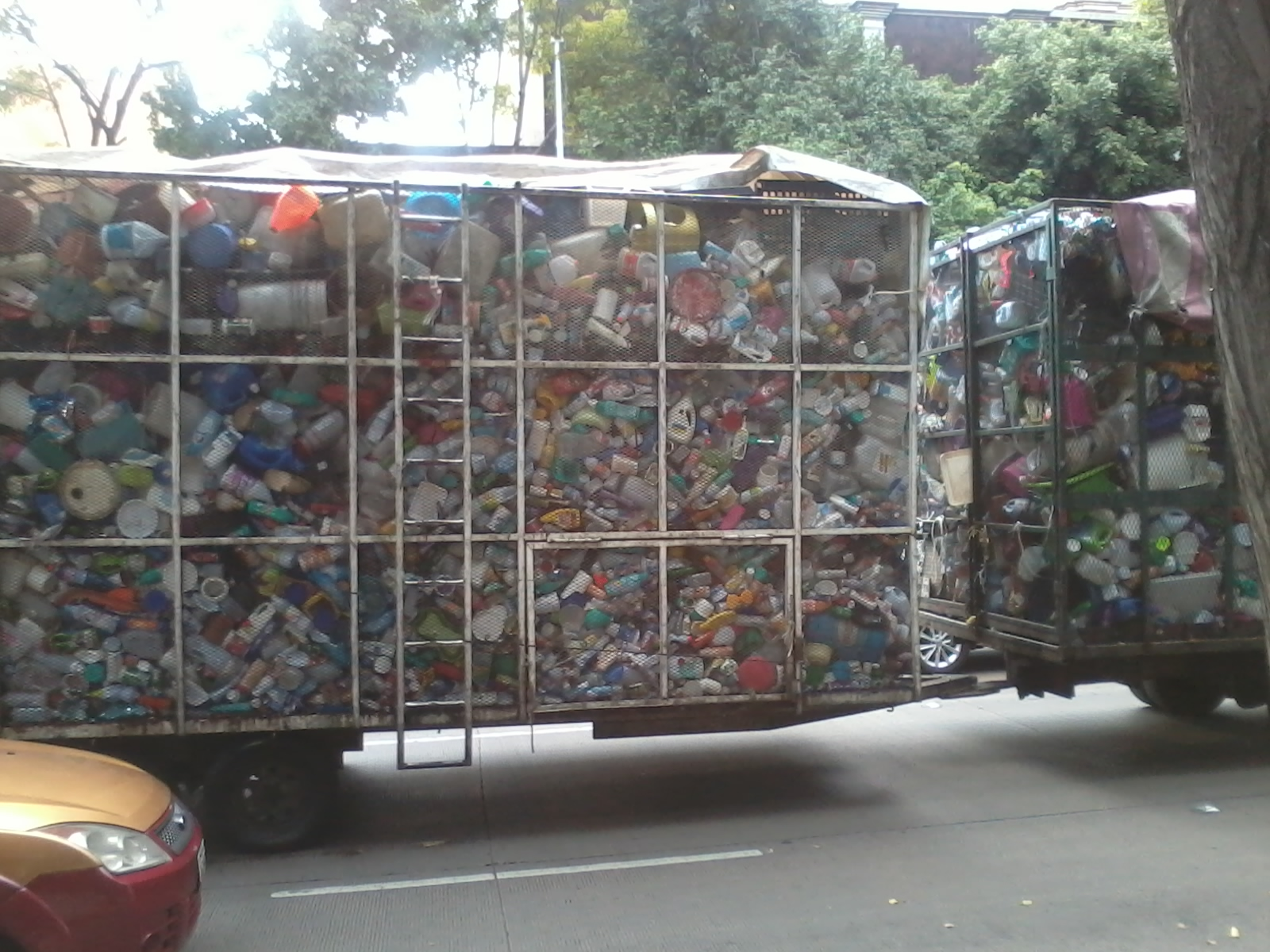
Transporte de botellas y envases de plásticos en la Ciudad de México, en 2013.

Las botellas de plástico son la mayoría reciclables.[cita requerida] Muchos países cuentan con un sistema de recogida selectiva de basura que permite reciclar botellas y otros envases de plástico.[cita requerida]
En el reciclaje de botellas se siguen diferentes pasos:  
1. Separación de los diferentes materiales mediante procedimientos ópticos o de reconocimiento de forma
2. Granulado del plástico mediante procesos industriales
3. Limpieza para eliminar componentes contaminantes como papel, comida, polvo.

Sin embargo, existe la polémica de que debido a la alta producción de nuevo plástico y el alto coste que genera realizar el reciclaje apropiado (que el plástico sea convertido en un objeto parecido y que a su vez sea reciclable de nuevo), solo un pequeño porcentaje del plástico recuperado es realmente reciclado.[cita requerida]
|                         |
| Botella con asa lateral |

|                              |
| Botella con difusor en spray |

|                    |
| Botella ergonómica |

## Riesgos de tomar líquidos en botellas de plástico calientes
Un estudio realizado por la Universidad de Arizona ha observado que el plástico expuesto al calor puede liberar Antimonio, una sustancia potencialmente tóxica en dosis elevadas. A medida que aumentan las temperaturas, los enlaces químicos del plástico se descomponen, aumentando las probabilidades de filtración de estas sustancias hacia los alimentos y bebidas. Aunque las cantidades liberadas pueden ser muy pequeñas para causar problemas de salud inmediatos, los científicos están preocupados por los posibles efectos acumulativos a largo plazo.
La mayoría de las botellas de agua en supermercados están hechas de tereftalato de polietileno (PET), que se identifica con el código "1" y es aceptado en programas de reciclaje. Sin embargo, el antimonio, utilizado en la fabricación del plástico, puede ser tóxico en dosis elevadas. Se ha demostrado que el calor acelera la liberación de sustancias químicas del plástico a los alimentos y bebidas. Por ejemplo, en un día caluroso de verano, el interior de un automóvil puede alcanzar temperaturas que aceleran significativamente este proceso.
Diversos estudios han encontrado trazas de antimonio y un compuesto tóxico llamado BPA en agua embotellada en condiciones extremas de temperatura. Aunque se han establecido límites de seguridad para estas sustancias, existen preocupaciones sobre la exposición prolongada y los efectos a largo plazo en la salud humana.
En resumen, aunque las botellas de plástico son convenientes para transportar agua y otras bebidas, es crucial estar al tanto de los posibles riesgos para la salud asociados con la exposición a sustancias químicas liberadas por el plástico y mantener un cuidado adecuado de los recipientes reutilizables.